# Las Nubes, Maravilla Tenejapa
Las Nubes är en ort i Mexiko.   Den ligger i kommunen Maravilla Tenejapa och delstaten Chiapas, i den sydöstra delen av landet, 900 km öster om huvudstaden Mexico City. Las Nubes ligger 286 meter över havet och antalet invånare är 326.
Terrängen runt Las Nubes är lite kuperad. Runt Las Nubes är det ganska glesbefolkat, med 30 invånare per kvadratkilometer. Närmaste större samhälle är Santo Domingo de las Palmas, 6,7 km söder om Las Nubes. I omgivningarna runt Las Nubes växer i huvudsak städsegrön lövskog.